# Parafreutreta pretoriae
Parafreutreta pretoriae är en tvåvingeart som beskrevs av Munro 1929. Parafreutreta pretoriae ingår i släktet Parafreutreta och familjen borrflugor. Inga underarter finns listade i Catalogue of Life.